# Apple A8
Az Apple A8 egy 64 bites egylapkás rendszer (SoC), amelyet az Apple Inc. tervezett. Az iPhone 6 és iPhone 6 Plus készülékekben jelent meg, amelyeket 2014. szeptember 9-én mutattak be. Az Apple állításai szerint a CPU 25%-kal nagyobb teljesítményű, grafikai teljesítménye 50%-kal nagyobb, miközben fogyasztása 50%-kal kisebb, mint elődjének, az Apple A7 processzornak.

## Felépítés
Az A8 lapka 20 nm-es gyártási eljárással készül, a TSMC gyártja, amely a Samsungot váltotta fel az Apple mobil eszközök processzorainak gyártójaként. A processzor 2 milliárd tranzisztort tartalmaz. Annak ellenére, hogy elődjéhez, az A7-eshez képest a tranzisztorszám megduplázódott, fizikai méretei 13%-kal kisebbek, lapkafelülete 89 mm², ami az optikai kicsinyítésnek köszönhető, nem pedig egy újabb mikroarchitektúrának. A tok 1 GiB LPDDR3 RAM-ot is tartalmaz.
A Geekbench alkalmazással végzett korai teljesítménytesztek azt sugallják, hogy a processzor kétmagos, és órajelfrekvenciája 1,38 GHz, ami alátámasztja az Apple azon állítását, miszerint ez a processzor 25%-kal gyorsabb az Apple A7-nél. Szintén alátámasztja azt a feltevést, hogy ez a processzor egy második generációs továbbfejlesztett Cyclone mag, és nem egy teljesen új architektúra, amely valószínűleg sokkal nagyobb teljesítménynövekedést mutatott volna a frekvencia függvényében.
2014. október 16-án az Apple bemutatta az A8 újabb változatát, az A8X-et, amely az iPad Air 2-ben jelent meg. Az A8-cal összehasonlítva az A8X grafikai és CPU teljesítménye nagyobb.

## Apple A8 processzort tartalmazó termékek
- iPhone 6 / 6 Plus
- Ipod 6 touch
- Ipad mini 4

## Fordítás
Ez a szócikk részben vagy egészben  az   Apple A8 című angol Wikipédia-szócikk ezen változatának fordításán alapul.  Az eredeti cikk szerkesztőit annak laptörténete sorolja fel. Ez a jelzés csupán a megfogalmazás eredetét és a szerzői jogokat jelzi, nem szolgál a cikkben szereplő információk forrásmegjelöléseként.